# Josef Motal
Josef Motal (1. března 1925, Skaštice – 27. února 2004, Itálie) byl český římskokatolický kněz působící v exilu, vysokoškolský pedagog a papežský prelát.
Od roku 1946 studoval za olomouckou arcidiecézi v římském Nepomucenu a 23. prosince 1950 přijal v Římě kněžské svěcení. Po skončení studia zůstal v Itálii, protože mu československý komunistický režim znemožnil návrat do vlasti, a vyučoval češtinu na milánské Katolické univerzitě svatého Kříže. Kromě toho psal teologické a církevněprávní studie, věnoval se historii vztahů mezi státem a církví v komunistickém Československu a podle svých možností se staral o české krajany v Miláně. Dne 1. ledna 1982 jej papež Jan Pavel II. jmenoval kaplanem Jeho Svatosti. Později se Josef Motal stal papežským prelátem a v roce 2000 odešel na odpočinek, který strávil v domově pro seniory v Negraru nedaleko Verony. Byl pohřben v italském Bussolengu.